# Sirandorung
Sirandorung is een bestuurslaag in het regentschap Labuhan Batu van de provincie Noord-Sumatra, Indonesië. Sirandorung telt 9883 inwoners (volkstelling 2010).